# سیارک ۱۶۳۶۹۳
سیارک ۱۶۳۶۹۳ (به انگلیسی: 163693 Atira، نامگذاری:2003CP20) صد و شصت و سه هزار و ششصد و نود و سومین سیارک کشف شده‌است که در ۱۱ فوریه ۲۰۰۳ کشف شد.